# Scopula indigenata
Scopula indigenata är en fjärilsart som beskrevs av Alfred Ernest Wileman 1911. Scopula indigenata ingår i släktet Scopula och familjen mätare. Inga underarter finns listade.